# حسین بن علی در فرهنگ عامه

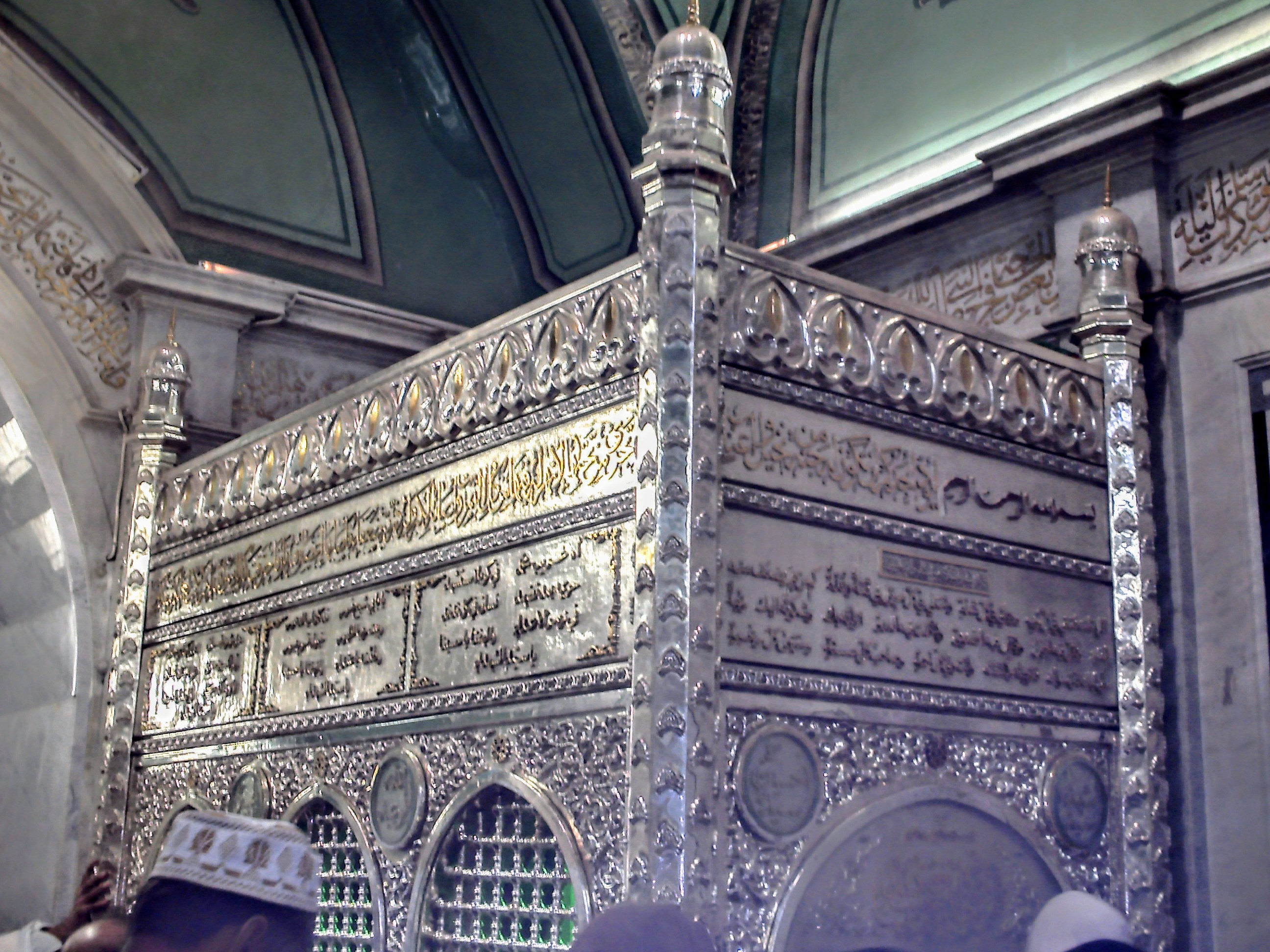
مقام راس الحسین در مسجد اموی دمشق مکانی است که گفته می‌شود سر حسین پس از جداشدن از بدنش در نبرد کربلا و انتقال به کاخ یزید، مدتی در آنجا قرار داشته‌است.

داستانهایی دربارهٔ حسین بن علی از ابتدا تحت تأثیر جایگاه او به عنوان امام شیعه و یکی از چهارده معصوم قرار داشت. بسیاری از داستان‌ها از معجزات خون حسین بن علی و سر بریده سخنگوی او نشأت گرفت. مانند مکالمه یک کشیش که موجب می‌شود یک کشیش بیزانسی در زمره بازیگران دربار یزید در تعزیه جای گیرد. داستان‌ها و نمادهای مربوط به حسین بن علی تحت تأثیر درون مایه‌های فرهنگ ایرانی قبل از اسلام نظیر خون سیاوش و انتقام اوست. همچنین لاله به عنوان نماینده خون و رنج شهدا و نقش اسب به عنوان قهرمان مطرح میگردد. قاتلان حسین بن علی که با ذاتی بهشتی او در تضاد هستند به صورت اهریمن جلوه داده شده و به صورت حیوان در می‌آیند و باور بر این است که انتقام آخرالزمانی نسل آن‌ها را عذاب خواهد داد. 
مخاطبی روایتهایی در خصوص تولد حسین بن علی، سرنوشت او و برادرش حسن و معجزات مربوط به مرگ او و پیامدهایش را احساسات‌برانگیز می‌یابند. سنتها در خصوص حسین مکرراً منتشر می‌شد. حتی محمدباقر مجلسی نیز در کتاب بحارالانوار به آنها اشاره کرده‌است.

## نقش مجلسی در رواج این عقاید
محمد باقر مجلسی با انتشار کتابهای خود به فارسی و بیان کردن این احادیث نقش مهمی در رواج این عقاید داشته است. به گفته مجلسی، زیارت مرقد ائمه به ویژه امام حسین  و اشک ریختن برای امام حسین از ابزارهای کلیدی برای کسب فیض یا کفاره همه گناهان و ورود مستقیم به بهشت است. و هرکس برای امام حسین مرثیه ای بخواند و اشک خود یا یک یا پنجاه نفر دیگر را در بیاورد، قطعاً جایی در بهشت خواهد داشت.
در کتاب جلا العیون مینویسد:  
ابن قولویه از مردی اهل بیت المقدس روایت کرده که گفت :‌بخدا سوگند ما در واپسین روزی که حسین ابن علی شهید شد دانستیم...هیچ سنگ و کلوخی را برنداشتیم مگر آنکه در زیر آن خون تازه میجوشید و دیوار ها همانند خون سرخ شده و سه روز از آسمان خون تازه بارید

## باورها
سه گونه باور نسبت به حسین بن علی وجود دارد: 
1- آنهایی که عنصر جهان‌شناسانه در آن‌ها غالب است و «نور» در آن‌ها نقش مهمی دارد. 
2- آن‌ها که شخصیت آخرالزمانی دارند. 
3-آنهایی که حسین بن علی در آن‌ها شخصیتی تاریخی دارد که برای ما شناخته شده‌است، ولی در هاله‌ای از معجزات قرار دارد که او را به جایگاهی فرا انسانی می‌رساند. 
در گروه اول که حاصل تأثیر باورهای ماوراءالطبیعی، خیلی قدیمی تر از اسلام و ساخته غلات شیعه است، حسین بن علی کارکردی در پیوند با دیگر اهل بیت دارد و کاملاً برابر برادرش حسن بن علی است. در حکایات آخرالزمانی (که یحتمل با عقاید مغیریه تأسیس شده توسط مغیرة بن سعید عجلی مرتبط است) آمده که حسین بن علی به کوه رضوی رفت و در آنجا بر تختی نورانی در احاطه پیغمبران، و در جلوی پیروان وفادارش تا ظهور مهدی خواهد ماند و سپس به کربلا خواهد رفت و همه زمینیان و آسمانیان او را ملاقات خواهند کرد.

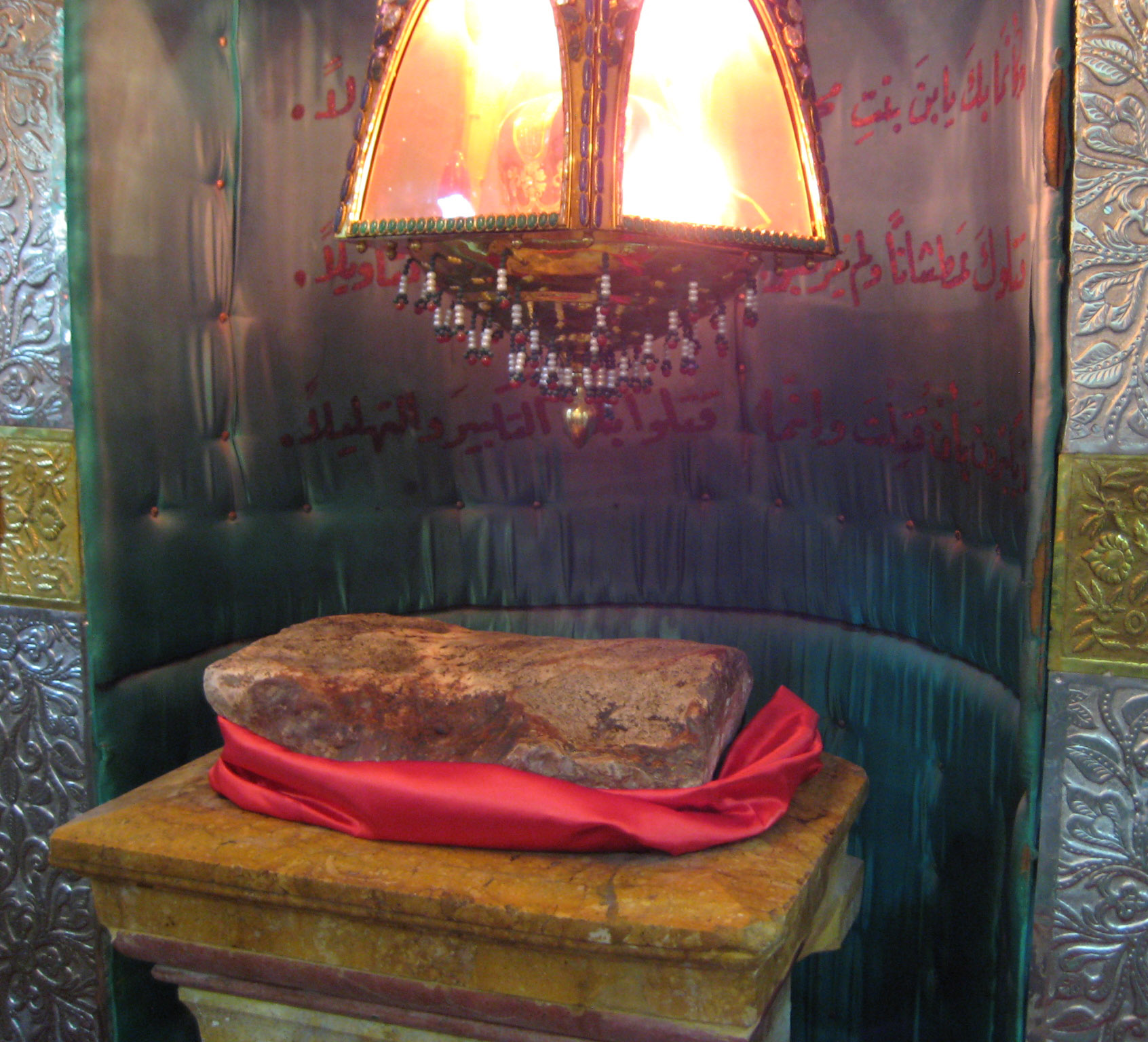
قطعه سنگی در مسجد نقطه شهر حلب سوریه که گفته می‌شود سر حسین بن علی که همراه کاروان اسیران کربلا به شام برده می‌شد، مدتی روی این سنگ قرار داشته و قطره ای از خون آن روی این سنگ چکیده‌است.

## کرامات در هنگام تولد و کودکی حسین
حسین سه ماه قبل از موعد متولد شد و با این وجود زنده ماند. نظیر این برای عیسی و یحیی نیز روی داده‌است. محمد به مدت ۴۰ روز از وی نگهداری می‌کرد و انگشت خود را در زبان حسین قرار می‌داد یا آب بزاق خود را در دهان حسین می‌گذاشت. حدود ۱۰۰۰ فرشته از بهشت فرود آمدند تا در جشن تولد حسین به همراه محمد شادی کنند. جبرئیل پیام تبریک و شادمانی خداوند را به محمد رساند و مشتی از خاک کربلا را به وی داد و جبرئیل کودک را نوازش کرد. فطرس ملک که از سوی خداوند رانده شده بود و بالهایش شکسته بود، از تولد حسین بهره برد. او گروهی از فرشتگان را دید که به منظور تبریک به محمد در حال گذر از آنجا هستند و از آن‌ها خواست تا وی را با خود ببرند. وقتی این فرشته بال شکسته خود را به نوزاد مالید، بال شکسته اش ترمیم یافت و با شفاعت محمد بخشیده شد و به جایگاهش در بهشت بازگشت. از آن به بعد این فرشته با نام مولی الحسین یاد می‌گشت و محاسبه گر زائرین حسین در کربلا است. محمد، پسرش ابراهیم و نوه اش حسین را بر زانوان خود قرار می‌داد. جبرئیل به وی گفت که خداوند به هر دو اینها با هم عمر طولانی نخواهد داد و محمد باید جان یکی را با فدا کردن دیگری، نجات بخشد. محمد در حالی که اشک می‌ریخت و از آنجایی که نمی‌خواست علی و فاطمه در فراق فرزندشان گریه کنند، قبول کرد که ابراهیم را تسلیم خدا کند.

## معجزات پس از کشته شدن حسین
وقتی حسین کشته شد، روز مبدل به شب گردید و ستارگان در آسمان نمایان شدند. آسمان خون بارید که آثاری بر سر و جامه مردم تا مناطق خراسان بر جا گذاشت. از زیر سنگ‌ها در شام و مناطقی دیگر خون جاری شد. از دیوارها خون بیرون آمد. شب قبل از کشته شدن حسین بن علی، ام سلمه یا ابن‌عباس، محمد را به خواب دید که سر و ریشش خاکی است و در ظرفی کوچک خون می‌ریزد. خاک کربلا که جبرئیل یا یکی دیگر از فرشتگان به محمد داده بودند و ام سلمه آن را نگه داشته بود، شب قبل از کشته شدن حسین مبدل به خون گردید. ام سلمه دانست که حادثه کربلا رخ داده و شیون سر داد و اولین کسی بود که برای حسین مرثیه سر داد. 
این احادیث جمع‌آوری خون کشتگان کربلا توسط محمد یا نگه داشتن یک مشت خاک کربلا توسط ام سلمه به صورت احادیث با سندهای گوناگون بیان شده‌اند که برخی معتبر و برخی نامعتبرند. جنها گریستند و شعر سراییدند. زنان جن‌ها نیز مویه و عزاداری به پا کردند که صدای آنان را ام سلمه و دیگر زنان شنیدند. فرشتگان گریستند و سر حسین به دمشق برده شد. حتی حیوانات وحشی و ماهیان نیز گریستند. در شب قبل از نبرد کربلا، صدای شخصی می‌آمد که آیات هشدار دهنده می‌خواند اما خود شخص دیده نمی‌شد.

## معجزات سر بریده حسین
وقتی که سر امام حسین در حال انتقال به کوفه بود، قلمی سحرآمیز آیاتی هشدارآمیز بر روی دیواری نوشت و همان آیات بر روی کلیسایی در رم که ۳۰۰ سال پیش از بعثت محمد ساخته شده بود، نوشته شد. سر بریده بوی معطری می‌داد و راهبی که تحت تأثیر نور معجزه آسایی که از سر ساطع می‌شد، قرار گرفته بود، با مقداری پول سر را کرایه کرد و به خانه‌اش برد. در آن شب سر حسین سخن گفت و راهب پس از آن مسلمان گردید. درهمی که راهب در ازای سر حسین به لشکریان پرداخته بود مبدل به سنگ گردید. 
ماری به یکی از سوراخهای بینی سر بریده خزید و از دیگری درآمد. سر بریده آیاتی از قرآن را خواند. شبی که خولی بن یزید اصبحی به کوفه آمد، سر حسین را به خانه برد و آن را زیر ظرفی قرار داد. ستون نوری از آسمان به ظرف می‌تابید و پرندگانی سفید در اطراف ظرف پرواز می‌کردند.
سرنوشت کسانی که به حسین اهانت کرده یا وی را زخمی کردند
تمام کسانی که به حسین در روز عاشورا اهانت نمودند مدت کمی پس از آن به سزای اعمال خود رسیدند. سرنوشتهایی مانند: کشته شدن، کوری، مرض‌های مختلف مثل جذام، عطش سیراب‌نشدنی، خشک شدن دست همانند چوب در تابستان و آب ریختن آن در زمستان، مرگ بر اثر سوختگی، عقرب گزیدگی، از دست دادن قدرت و ثروت، بیرون رانده شدن از خانه توسط همسر. آنهایی که اموال حسین را غارت نمودند نیز به عقوبت‌هایی گرفتار گردیدند. شخصی که عمامه حسین را غارت نمود دیوانه شد. کسی که ردای حسین را غارت کرد، مبتلا به فقر گردید. شخصی که عطر و روپوش و جامه‌های حسین را غارت نمود مبتلا به جذام یا کچلی گردید. اشیایی که از حسین غارت شد تنزل قیمت پیدا کرد یا بی استفاده گردید. گوشت شترانی که از لشکر حسین غارت شد، تلخ گردید یا آتش گرفت. عطر و لباس‌ها مبدل به خون گردید. طلاهای غارتی مبدل به مس گردید یا در دستان زرگر آتش گرفت و زعفرانهای غارتی نیز آتش گرفت.

## صفات فراطبیعی حسین
پیشانی حسین به قدری روشن بود که مردم می‌توانستند با نگاه کردن به وی راه خود را در تاریکی بیابند. او قادر به شفای بیماران بود. او نشانه‌ای میان چشمان زنی پرهیزگار ایجاد کرد که با دمیدن در آن ناپدیدش کرد. او شخصی که مبتلا به تب شده بود را شفا داد. او دست مردی را که در حین طواف کعبه بدن زنی را لمس کرده بود و به بدن زن چسبیده بود و جدا نمی‌شد را جدا کرد. این در حالی بود که فقها فرمان قطع دست آن فرد را داده بودند. 
کرامات دیگر وی عبارتند از به حرف درآمدن طفل شیرخواره‌ای به منظور بیان نام پدر واقعی خود، بردن افراد به وقایع رخ داده در زمان گذشته (مثل زمانی که علی و محمد در مسجد قبا بودند)، فراهم کردن میوه‌های خارج از فصل (انگور و موز) برای پسر خود، بارور کردن یک درخت نخل خشکیده، سیراب کردن یاران خود با قرار دادن انگشت خود در دهانشان و فراهم کردن غذای آسمانی در روز نبرد کربلا، به وجود آوردن چشمهٔ آب با پرتاب یک تیر به نقطه‌ای نزدیک خیمه‌های زنان در کربلا، اشاره کردن به آسمان و فراهم آوردن لشکری از فرشتگان، اما برگزیدن مرگ، آگاهی از وقایع آینده و علم به اسرار. این پیشگویی‌ها عمدتاً توسط جدش به وی آموخته شد و همچنین وی رؤیایی دید که جدش محمد وی را از سرنوشتش آگاه ساخت که حسین مظلومانه کشته می‌شود و برادر و فرزندان و نوادگان حسین در روز قیامت از حساب پس دادن معاف می‌شوند. مجسم شدن نیات کوفیان نسبت به وی به صورت یک حیوان درنده، پیش‌بینی‌کردن اینکه عمر بن سعد فرمانده سپاه کوفه می‌شود و آگاه ساختن وی از سرنوشتش مبنی بر اینکه مرگ وی مدت کوتاهی پس از کشته‌شدن حسین خواهد بود، پیش‌بینی اینکه سرش به نزد ابن زیاد می‌رود اما حامل سر جایزه‌ای نمی‌گیرد، بر حذر داشتن گروهی از غلامانش از خروج در یک روز خاص و تبعیت نکردن و کشته شدن آنان و پیش‌گویی نام قاتلین آنان به حاکم از دیگر کرامات منسوب شده به حسین می‌باشند.